# Federal Coffee Palace
El Federal Coffee Palace era un hotel de templanza de estilo Segundo Imperio en el centro de la ciudad de Melbourne, Victoria, construido en 1888 en el apogeo de la era Boom de Melbourne, y demolido controvertidamente en 1973. Ubicado en Collins Street, la vía principal de Melbourne, en la esquina de King Street, cerca de la estación de Spencer Street (ahora 555 Collins Street), es prominente en las listas de los edificios que más lamentan haber perdido los habitantes de Melbourne.

## Diseño y construcción
En junio de 1885, los empresarios y políticos locales James Mirams y James Munro establecieron la Federal Coffee Palace Company y anunciaron su intención de emitir 100.000 libras esterlinas en acciones para comprar el terreno en la esquina de Collins y King y construir un hotel templanza de siete pisos con el diseño de Tappin Gilbert y Dennehy, que sería 'el mejor de la ciudad'. En noviembre de 1885, quizás no satisfecha con ese diseño, la Compañía realizó un concurso, con 13 entradas; el primer premio fue otorgado a Ellerker & Kilburn, y el segundo a William Pitt, quienes luego trabajaron juntos para diseñar 'el enorme edificio', aunque el exterior es muy parecido al diseño de Ellerker & Kilburn. La construcción comenzó a principios de 1886, y se inauguró en julio de 1888, a tiempo para la Exposición del Centenario de Melbourne, que se inauguró en los Edificios de Exposiciones el 1 de agosto.

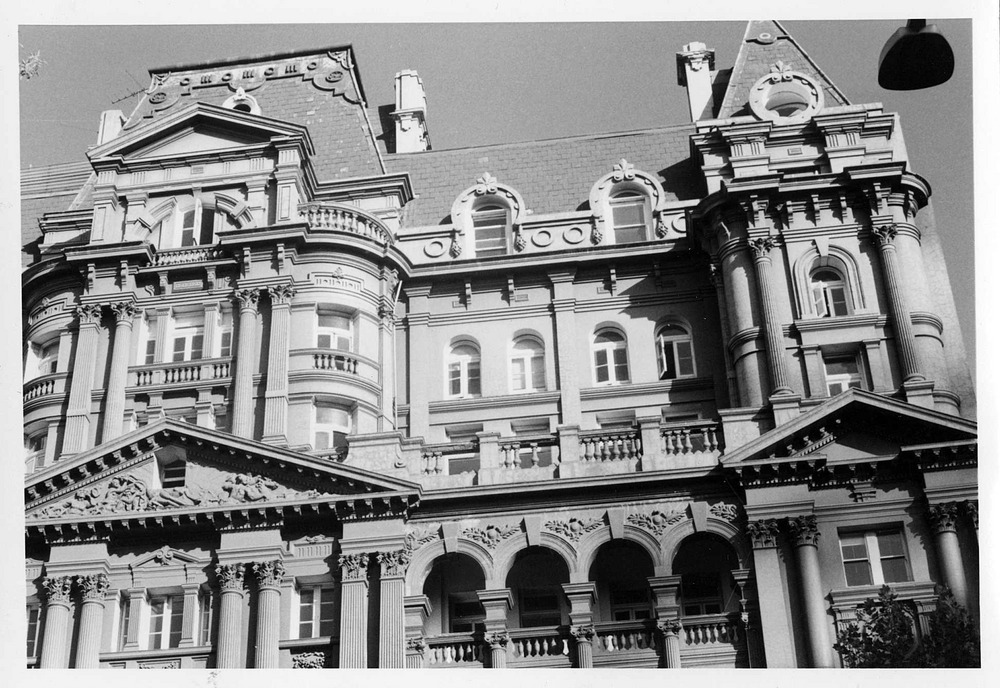
Detalles del Hotel Federal, 1950

Las fachadas exteriores de estuco incluían figuras esculpidas y múltiples contratiempos para aliviar su gran volumen, dominado por una elevada torre abovedada en esquina de 165 pies de altura y coronada por techos abuhardillados del Segundo Imperio. El interior tenía un enorme vestíbulo de cuatro pisos con una gran escalera y comedores y salas de entretenimiento impresionantemente decoradas. Tenía 370 habitaciones, con una suite en el ático en la torre en la parte superior del edificio. Se necesitaron cinco millones de ladrillos y costó £ 110,000.
Fue, con mucha diferencia, el mayor edificio del movimiento de templanza (no vender alcohol) de finales del siglo XIX en Australia que vio numerosos Coffee Palaces construidos en todo el país, pero particularmente en Victoria, con ejemplos en la mayoría de las ciudades rurales y suburbios de Melbourne. Todos construidos en los años de auge de la década de 1880, a menudo en competencia con los hoteles cercanos que vendían alcohol, una vez que el auge de la década de 1880 se convirtió en el desplome de la década de 1890, muchos lucharon por seguir siendo viables y, a menudo, finalmente abandonaron el aspecto de la templanza del negocio. En 1897, el Federal obtuvo una licencia de vino y cambió su nombre a Federal Palace Hotel, y en 1923, después de años de intentos, finalmente obtuvo la licencia completa.

## Demolición

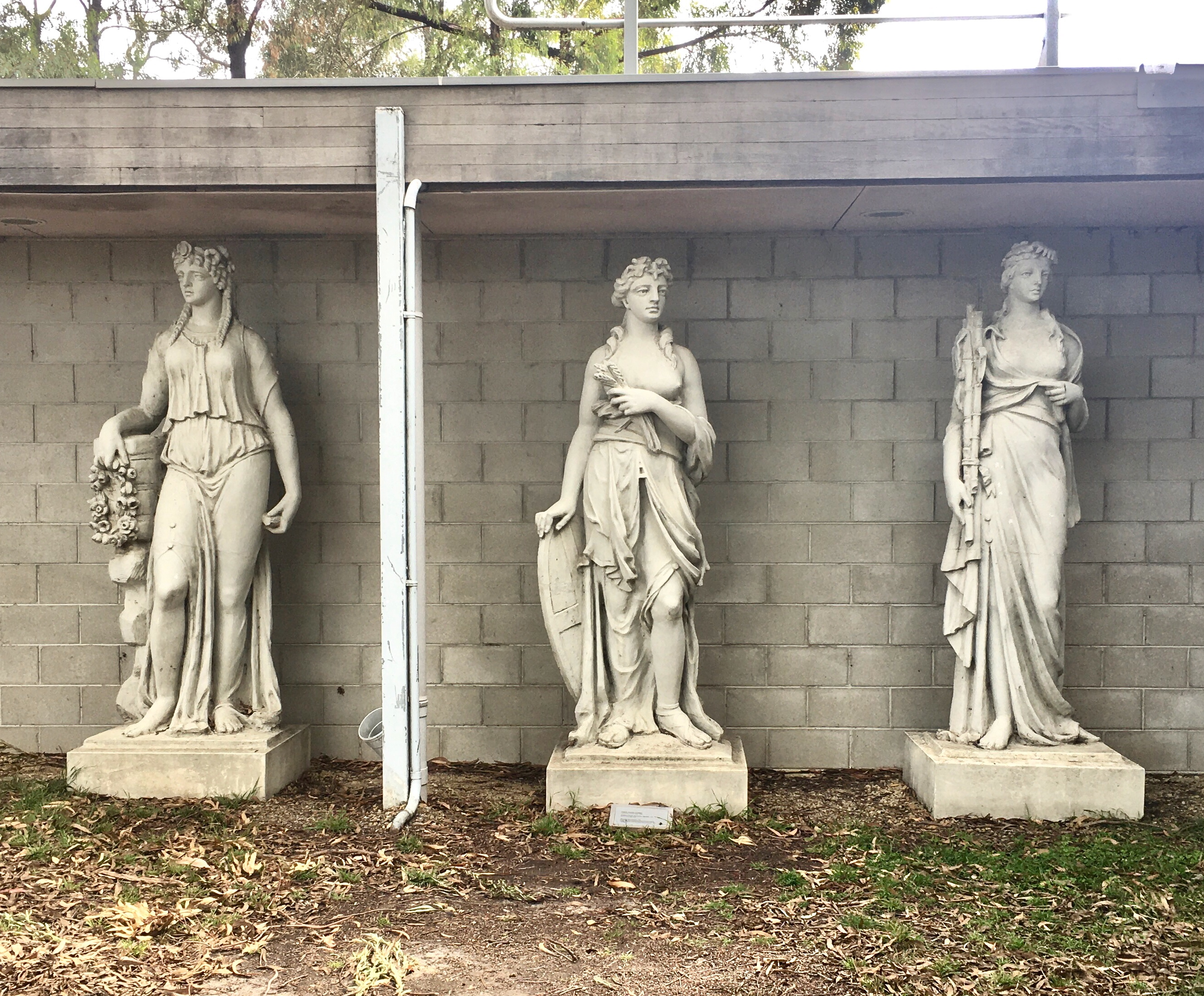
Estatuas del edificio en exhibición en McClelland Sculpture Park and Gallery

Ubicado en el extremo de almacenamiento/embarque del CBD, lejos de los centros comerciales y recreativos, y con una disminución en el número de pasajeros de los trenes rurales de la estación de Spencer Street, el Federal luchó por seguir siendo viable. Las renovaciones de finales de la década de 1960 no salvaron al hotel de esta popularidad en declive, y Federal Hotels P/L lo vendió a desarrolladores en 1971. Su cierre y demolición de para construir oficinas se anunció en 1972, la demolición se completó en 1973 y la Enterprise House de 23 pisos se completó en 1975. En 2017 se aprobó la sustitución de dicho edificio por una torre de hotel y apartamentos de 46 niveles. En 2019, el diseño cambió a un edificio de oficinas de 35 niveles con tiendas minoristas en la planta baja.

Whelan the Wrecker eliminó cuidadosamente algunos elementos del edificio; tres de las cuatro estatuas femeninas del modelista Charles William Scurry se trasladaron al entonces nuevo Chateau Commodore en Lonsdale Street, y cuando cambió de manos más de 20 años después, se donaron al McClelland Sculpture Park and Gallery en Langwarrin en las afueras de Frankston, Victoria en 1996, y Myles Whelan donó un panel de la balaustrada de escalera de hierro fundido (con 'FCP' en el patrón) al Museo de Victoria en 1992.

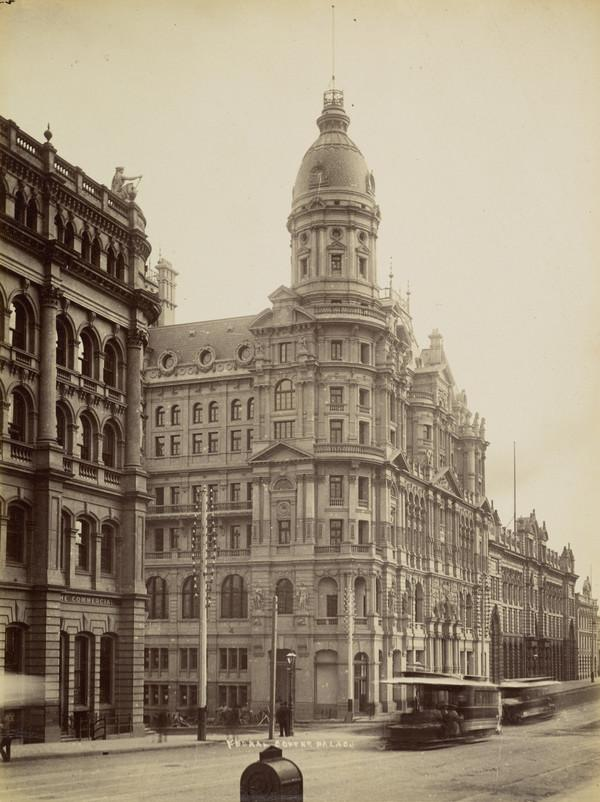
Palacio Federal del Café 1890
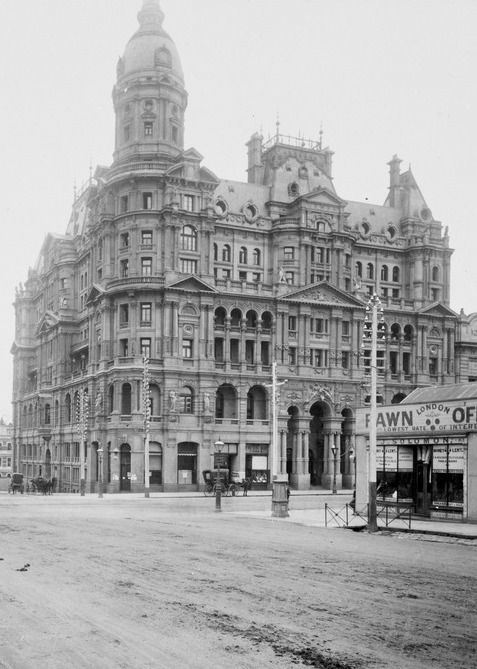
Federal Coffee Palace desde el norte a lo largo de King Street, década de 1890
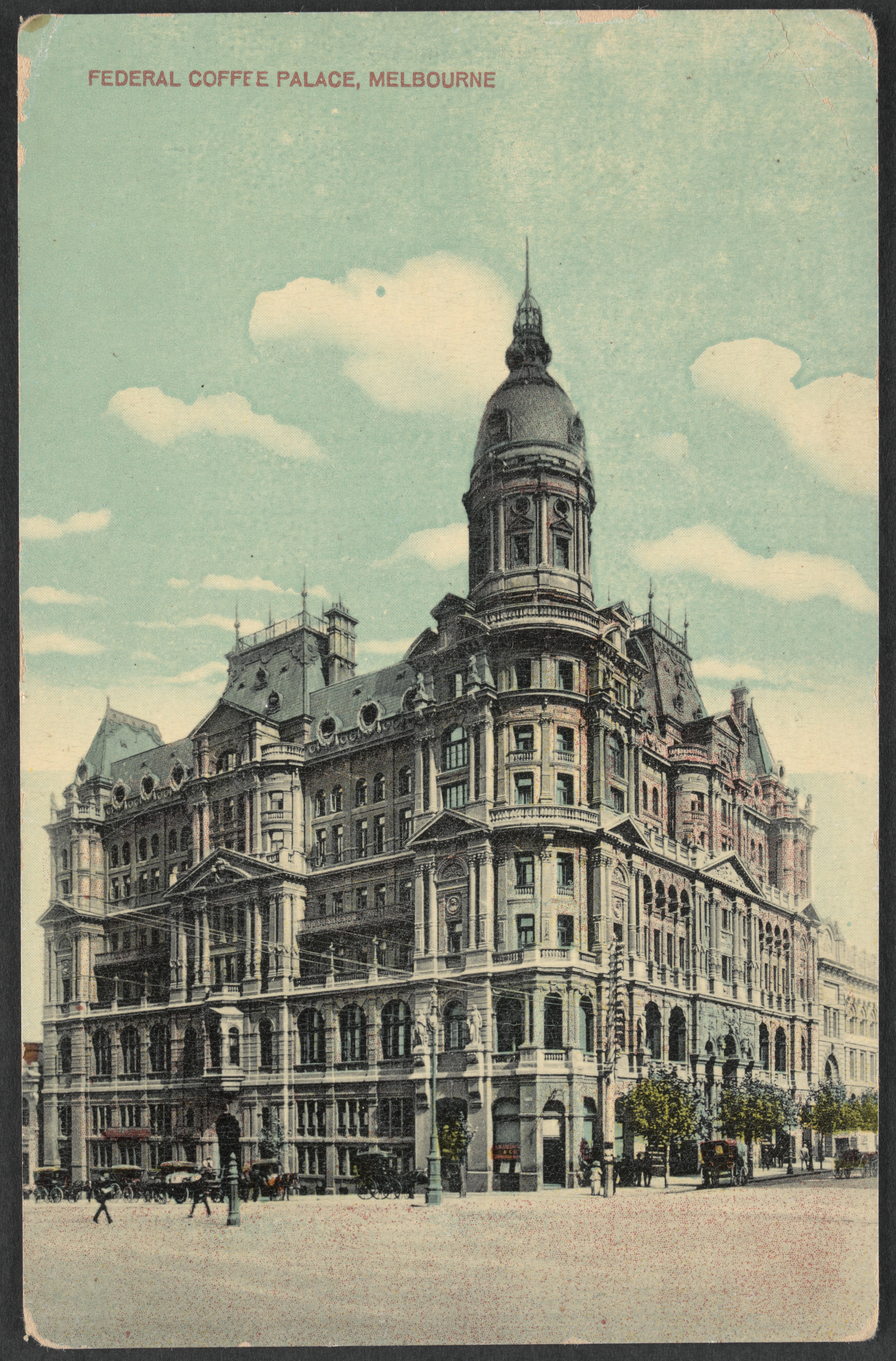
Postal del Palacio Federal del Café 1908
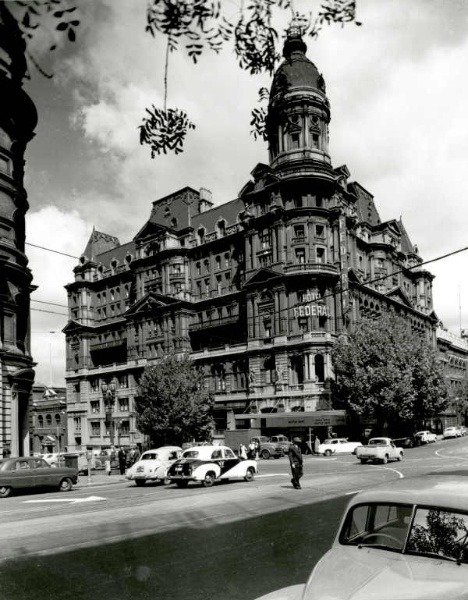
Palacio Federal del Café en la década de 1950
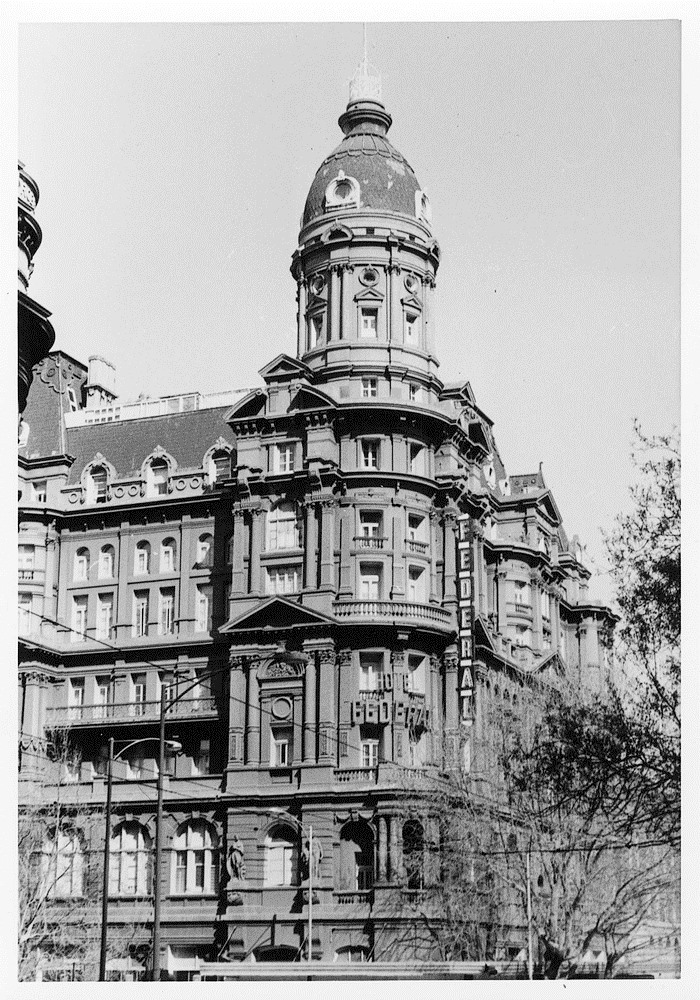
Hotel Federal en 1972, John T. Collins
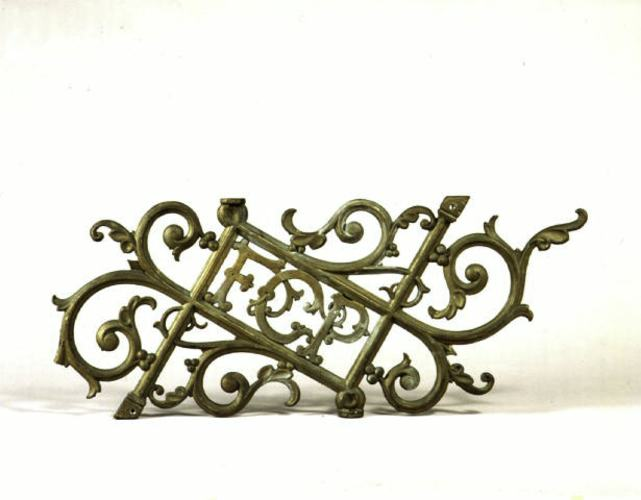
Balaustrada de hierro fundido Federal Coffee Palace